# 37号弗吉尼亚州州道
維吉尼亞州37號公路（英語：Virginia State Highway 37）是美國維吉尼亞州的一條重要的公路，跨越該州之溫徹斯特等地。該公路完成於1965年，全長14.58公里。